# U 3008
U 3008 war ein deutsches U-Boot vom Typ XXI, das im Zweiten Weltkrieg von der deutschen Kriegsmarine und danach von der US Navy eingesetzt wurde.

## Geschichte

### Zweiter Weltkrieg
U 3008 wurde am 2. Juli 1944 bei der AG Weser in Bremen auf Kiel gelegt und am 19. Oktober 1944 mit Kapitänleutnant Fokko Schlömer als Kommandant in Dienst gestellt. Im März 1945 übernahm Kapitänleutnant Helmut Manseck das Kommando von Schlömer und behielt es bis zur Kapitulation am 8. Mai 1945.
U 3008 verließ Wilhelmshaven zu einer Patrouillenfahrt am 3. Mai 1945, kehrte aber nach der Kapitulation bereits wenige Tage später wieder zurück und ergab sich im Hafen von Kiel.

### Alliierte Kriegsbeute
Am 21. Juni wurde es von den Alliierten von Wilhelmshaven nach Loch Ryan, Schottland, gebracht und später in die USA transferiert. Dort kam es am 22. August in New London, Connecticut, an und wurde formell in USS U-3008 umbenannt.
Am 13. September wurde das Boot nach Portsmouth, New Hampshire gebracht, wo es ab dem darauffolgenden Tag einer gründlichen Überholung unterzogen wurde. Die Arbeiten wurden des Öfteren unterbrochen, da nicht eindeutig klar war, ob das Boot durch Erlaubnis der alliierten Kräfte in den Dienst in der US-Navy übergehen durfte. Im Frühling 1946 jedoch wurde die bearbeitende Werft angewiesen, mit den Arbeiten so schnell wie möglich fortzufahren, um das Boot alsbald in den Dienst übernehmen zu können. Mitte des Sommers war die Überholung von USS U-3008 abgeschlossen und es trat am 24. Juli 1946 unter dem Kommando von Everett H. Steinmetz in Dienst.
USS U-3008 wurden zunächst dem Submarine Squadron (SubRon) 2 zugewiesen und operierte entlang der Küste von New England. Diese Fahrt dauerte bis zum 31. März 1947, als es in Richtung Key West, Florida aufbrach, um sich der Operational Development Force (ODF) anzuschließen. Unterwegs dorthin stoppte das Boot in der Nähe von Norfolk, Virginia, um für drei Wochen mit der Task Force 67 zu operieren. Am 19. April ging es weiter in Richtung Süden und man erreichte Key West am 23. April. Dort wurde es dem SubRon 4 zugeteilt und begann mit seinen Aufgaben im Rahmen der ODF. Diese Aufgaben umfassten die Entwicklung von U-Boot- und Anti-U-Boot-Taktiken und dauerten bis Oktober des Jahres. Danach kehrte es nach New London und später Portsmouth zurück.
Im Zeitraum 3. Dezember 1947 bis 3. April 1948 war eine Überholung des Bootes mit Batteriewechsel und Installation neuer hydraulischer Leitungen vorgesehen. Vorher entwickelte sich infolge einer fehlerhaften Schweißnaht ein Leck in der Steuerbord-Seite des unteren hinteren Batterieraumes, das gerade in Charleston repariert worden war. Daraufhin wurde eine nicht praktikable zweimonatige technische Überprüfung des Druckkörpers für erforderlich gehalten, um einen sicheren Betrieb zu gewährleisten. Deshalb wurden die Operationen mit USS U-3008 abgebrochen. Im Februar 1948 wurde es zurück nach Florida beordert, wo es am 5. März eintraf und wiederum zur ODF stieß. Es wurde am 18. Juni in der Marinebasis in Portsmouth außer Dienst gestellt, blieb aber noch einige Jahre ein Testboot für die Navy. Ab November 1950 wurde das Boot für Waffentests reserviert und ab dem 29. Juni 1950 bis Juni 1954 dementsprechend verwendet.

## Verbleib
Das Boot wurde 1954 im Rahmen einiger Abbruchtests versenkt.
Das Wrack wurde gehoben und in einem Navy-Trockendock zum Kauf angeboten. Es wurde am 15. September 1955 an die Loudes Iron & Metal Company verkauft und am 17. Januar 1956 an den Käufer übergeben. Dieser wrackte es dann ab.

## Bildergalerie

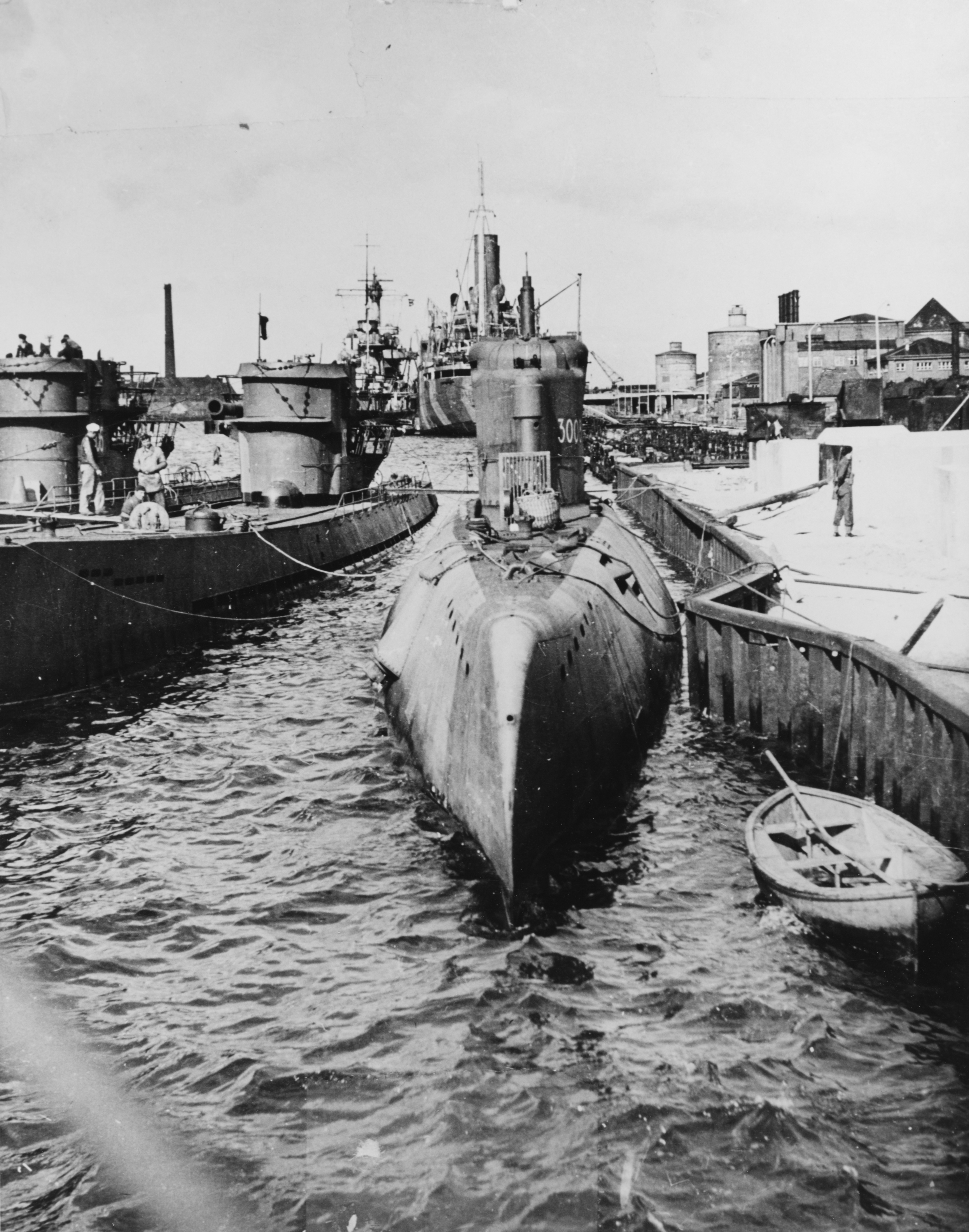
Juni 1945 in Wilhelmshaven
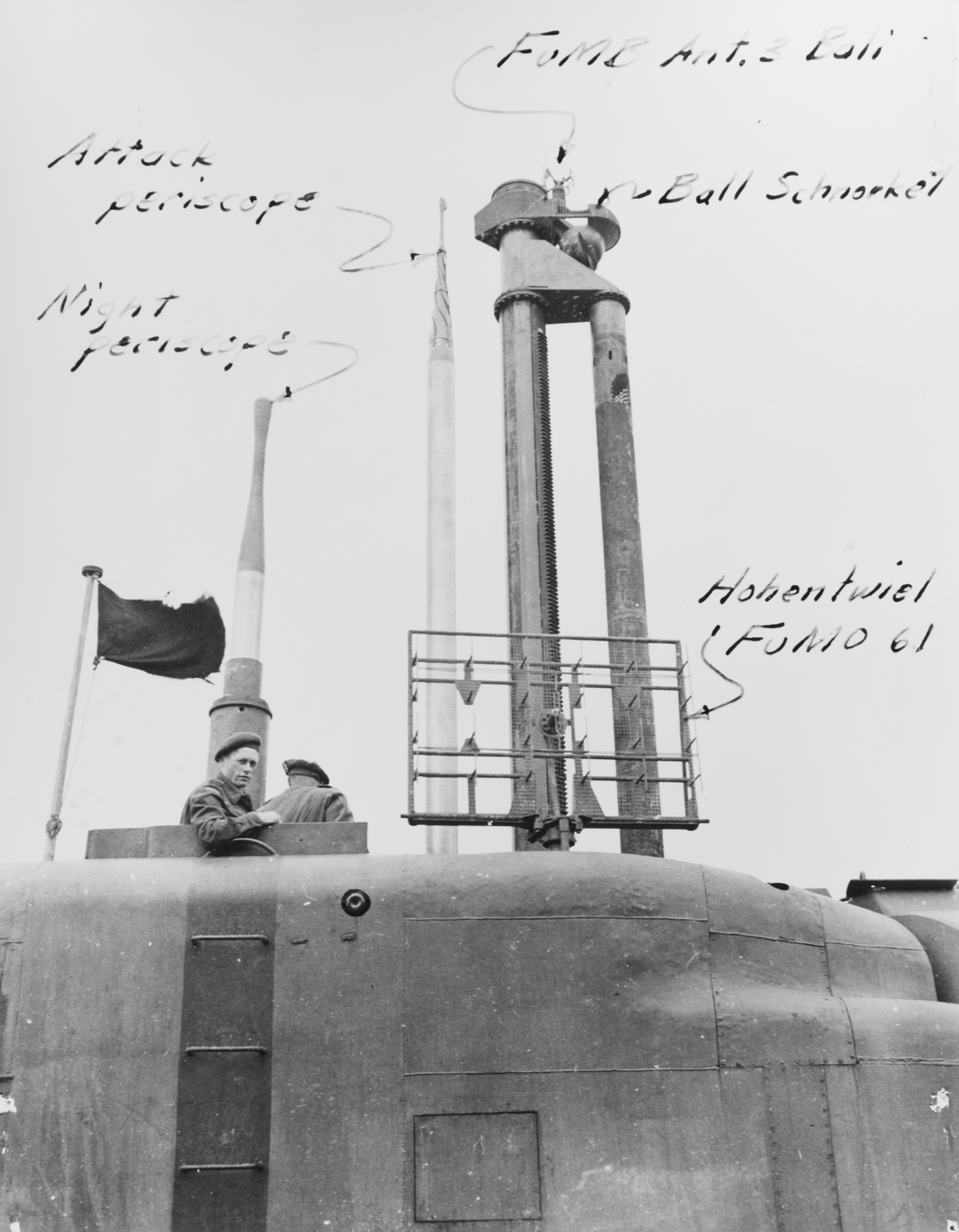
Turm von U-3008 kurz nach der Kapitulation 1945
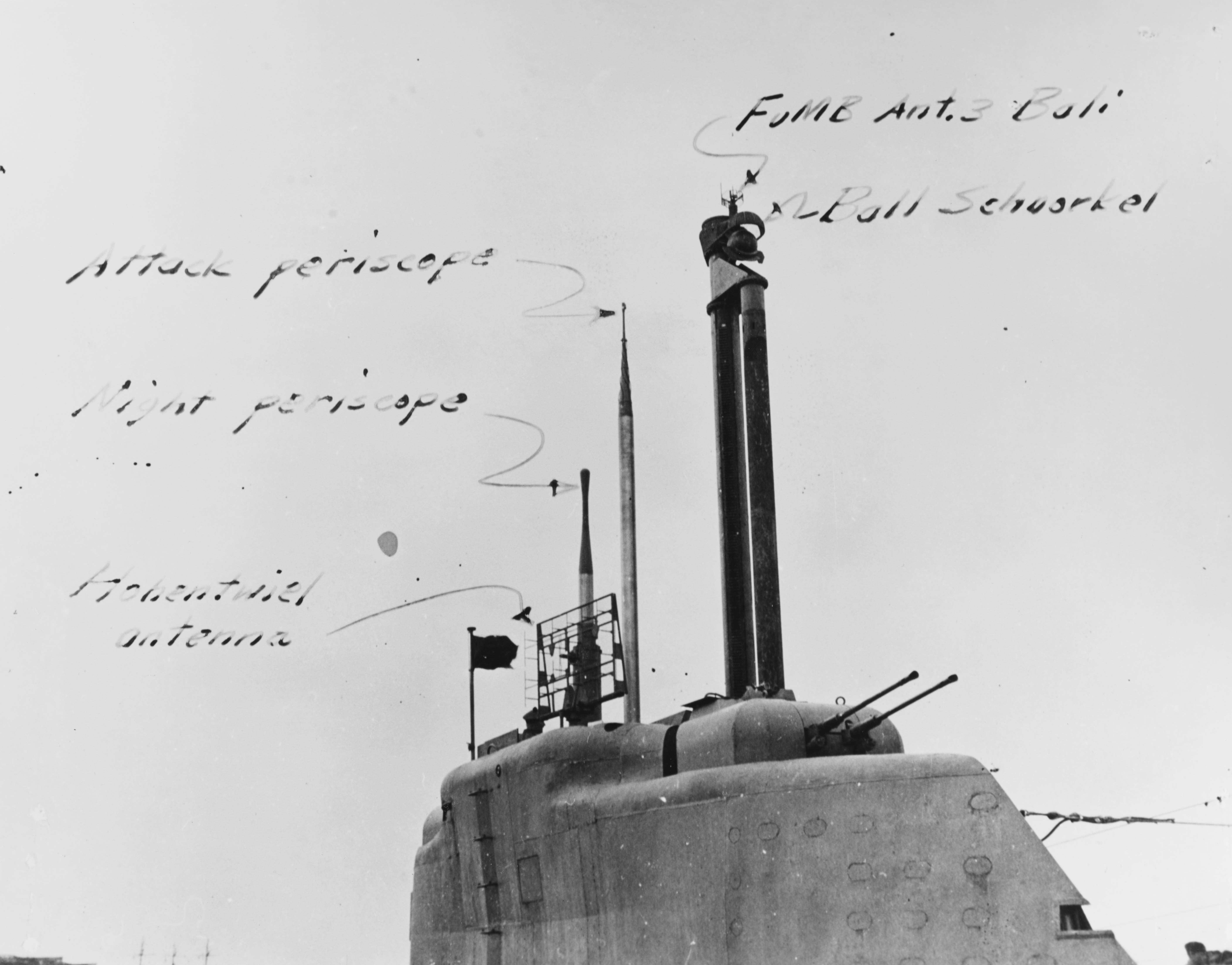
Turm von U-3008 kurz nach der Kapitulation 1945
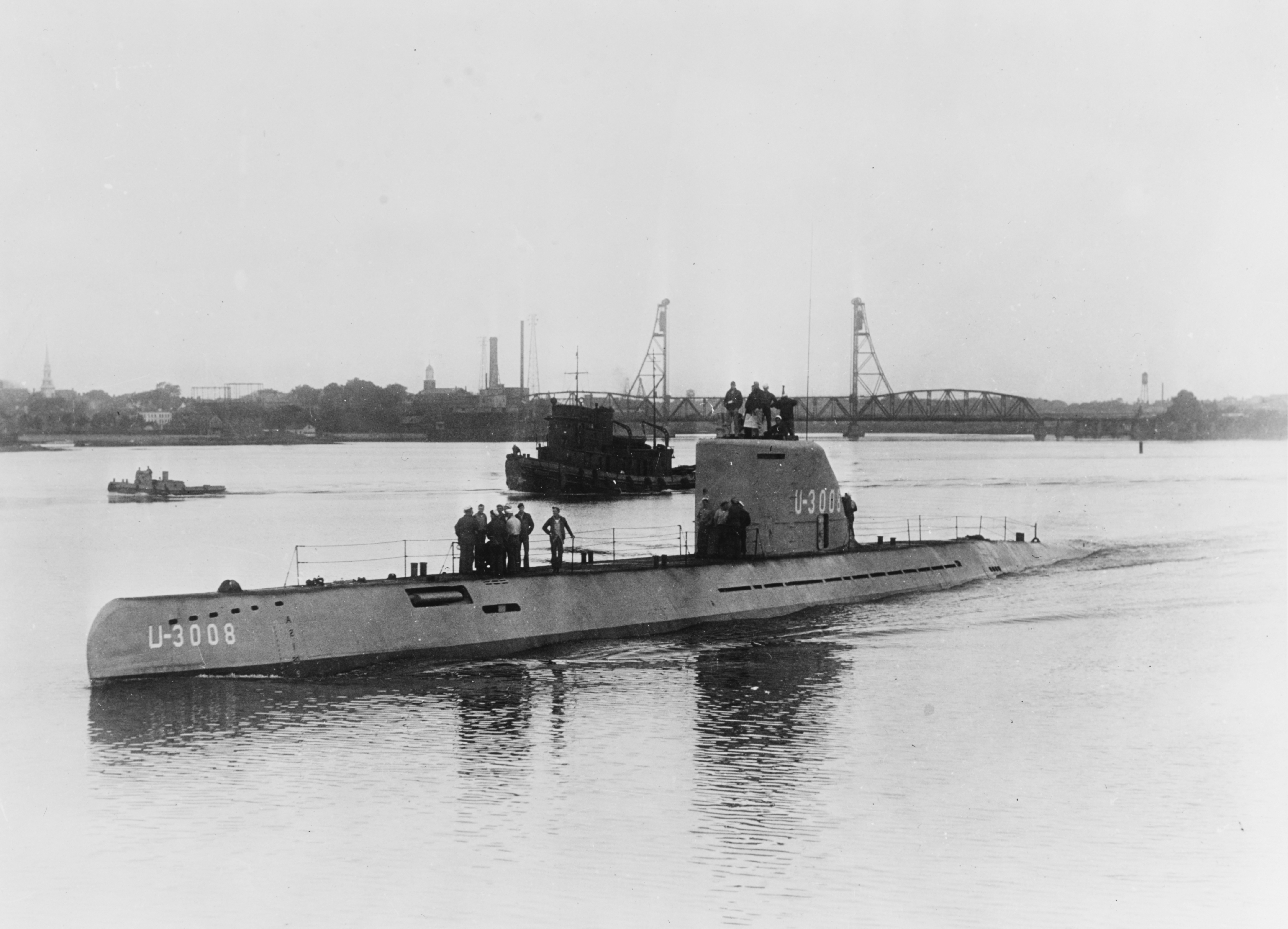
30. August 1946 Ankunft in Portsmouth
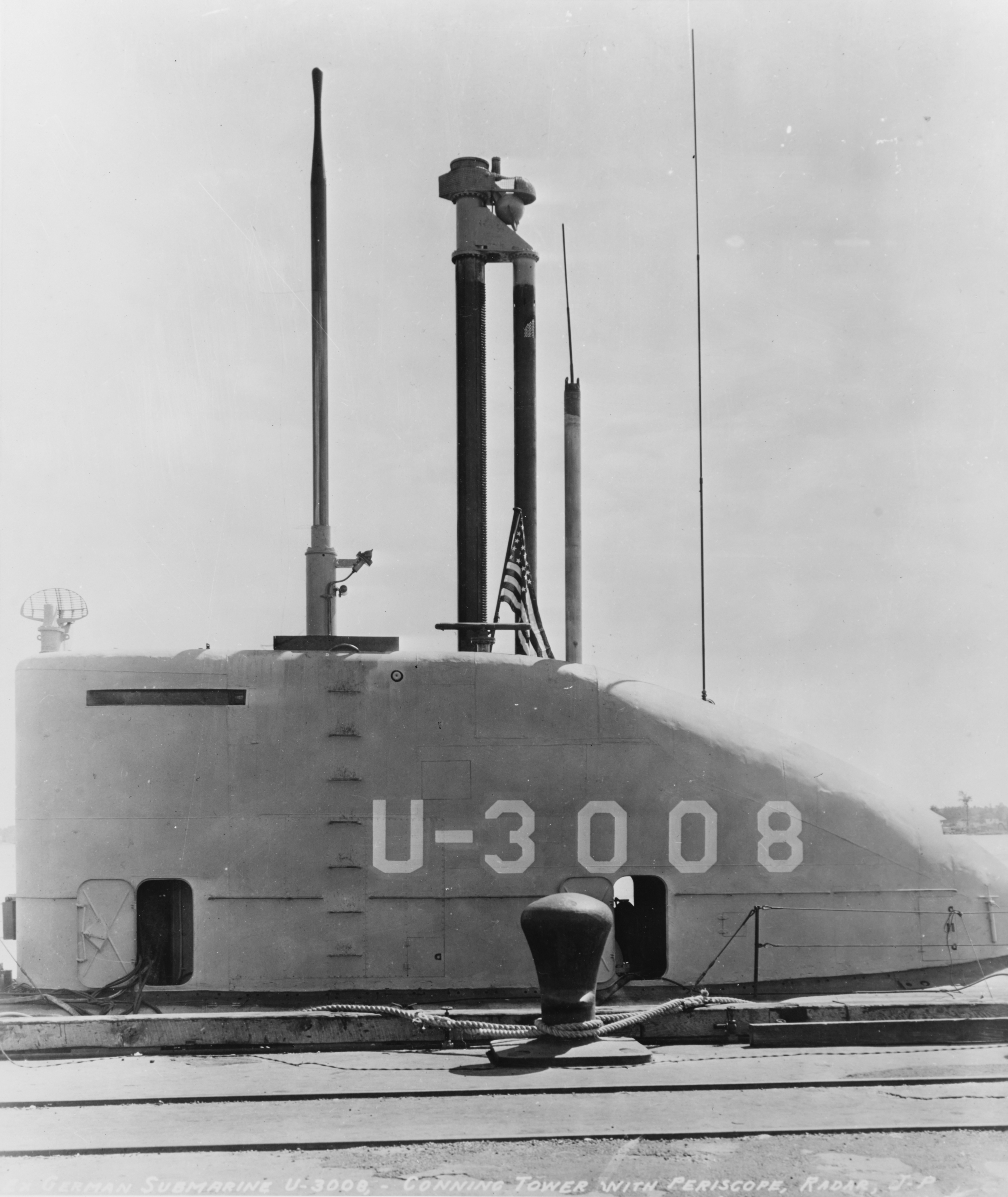
Turm 30. August 1946
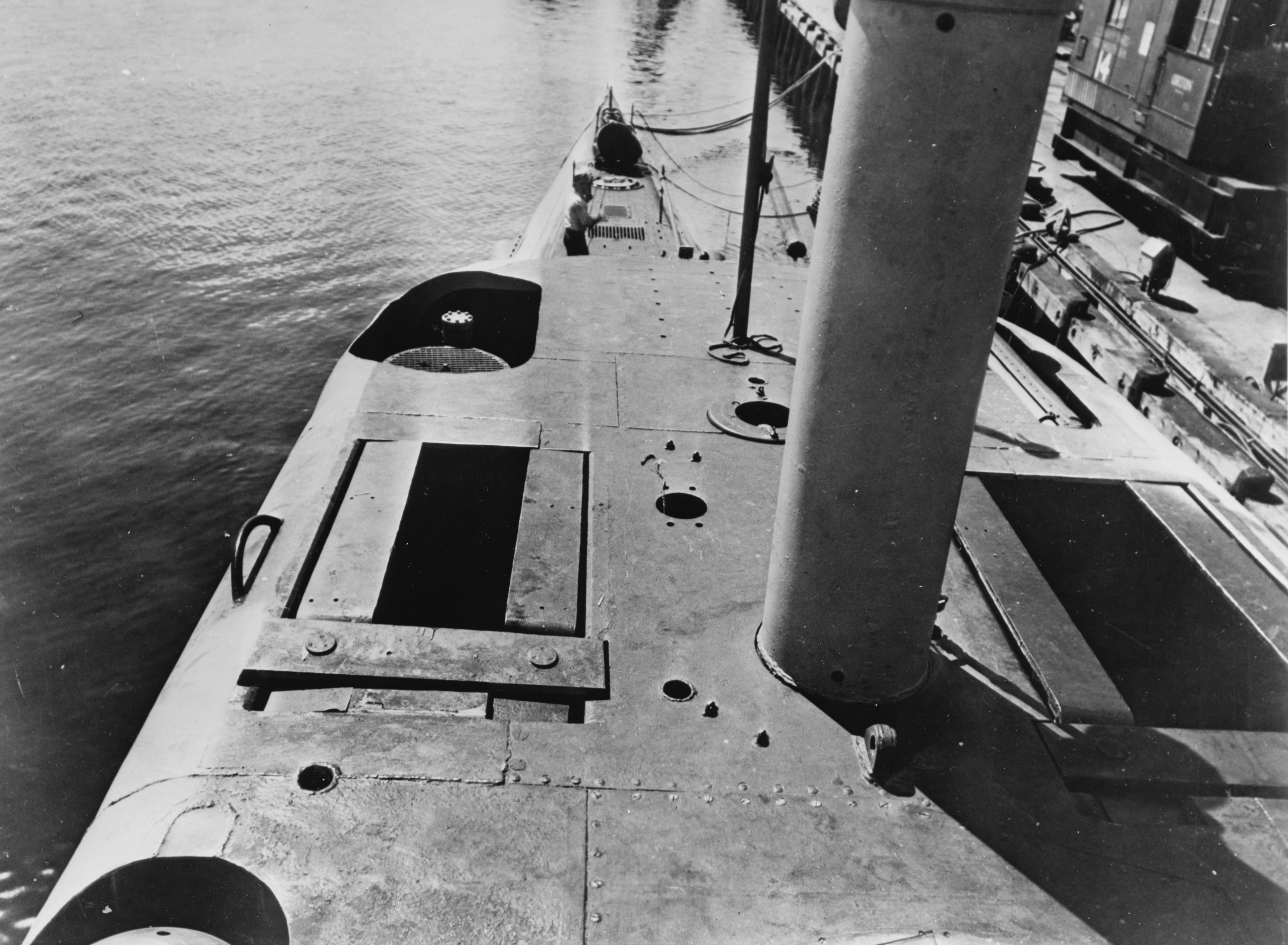
Details vom Schnorchel
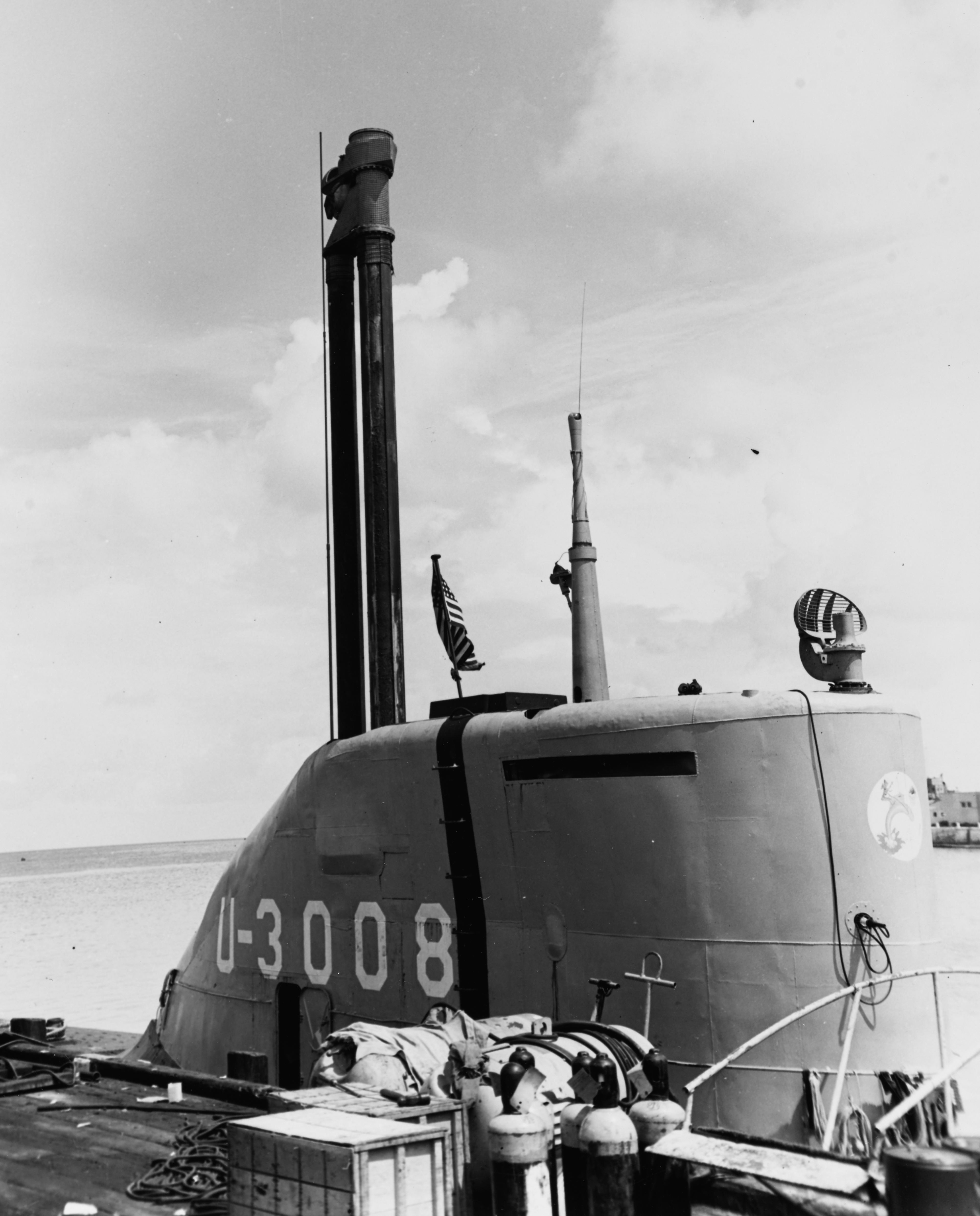
Juli 1947
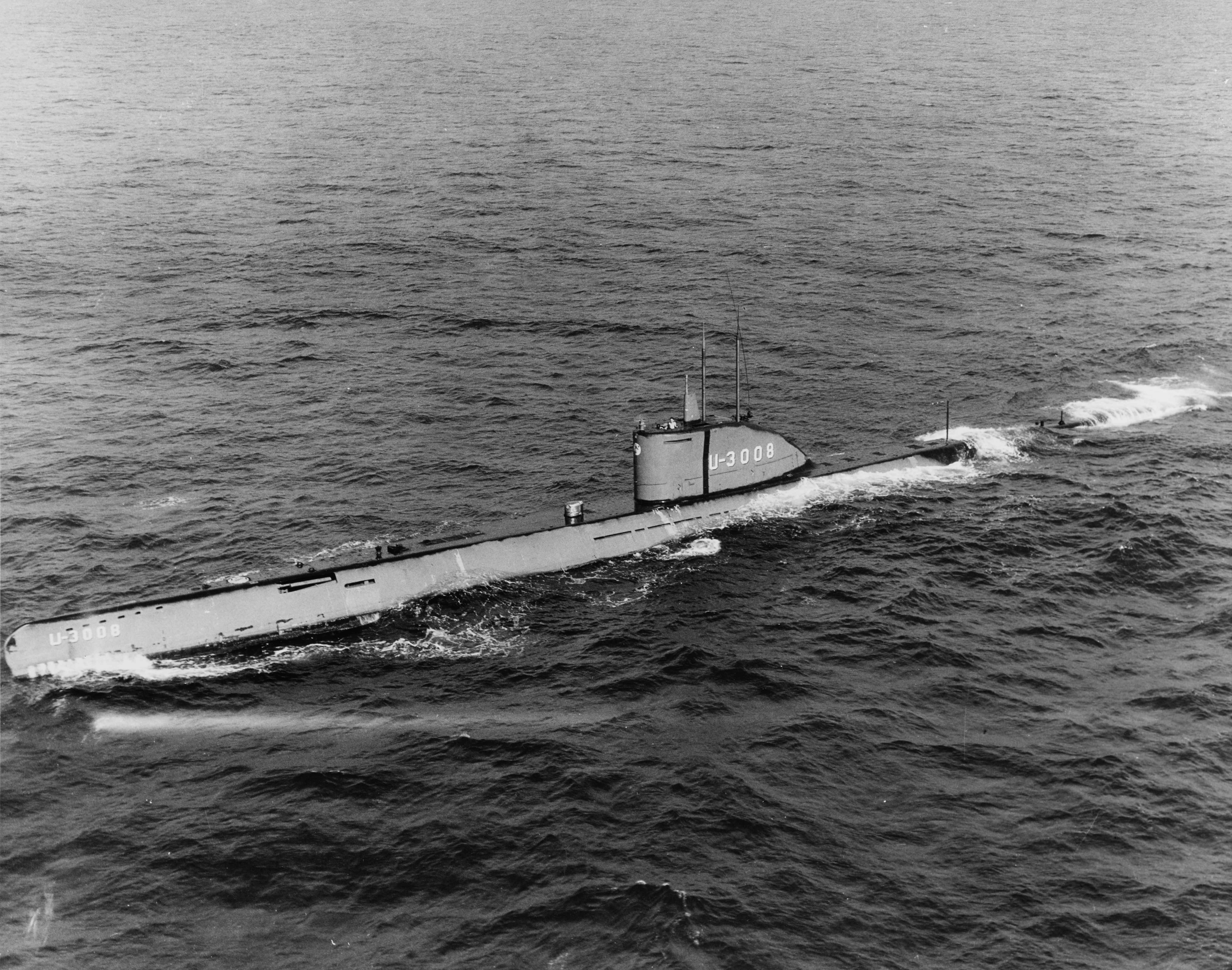
15. April 1948